# Efraín Goldenberg Schreiber
Efraín Goldenberg Schreiber (* 28. Dezember 1929 in Lima) ist ein peruanischer Politiker, der unter anderem vom 17. Februar 1994 bis zum 28. Juli 1995 Premierminister von Peru war.

## Leben
Goldenberg Schreiber wuchs als Sohn jüdischer Eltern in Talara auf und begann nach dem Besuch des Colegio Anglo-Peruano 1946 ein Studium der Geistes- und Rechtswissenschaften an der Universidad Nacional Mayor de San Marcos (UNMSM), das er 1952 abschloss. Danach war er als Unternehmer tätig.
Am 27. August 1993 wurde er als Nachfolger von Óscar de la Puente Raygada Außenminister (Ministro de Relaciones Exteriores) im Kabinett von Premierminister Alfonso Bustamante y Bustamante und bekleidete dieses Amt bis zum 27. Juli 1995. Zugleich wurde Goldenberg Schreiber am 17. Februar 1994 von Staatspräsident Alberto Fujimori selbst zum Premierminister von Peru (Presidente del Consejo de Ministros) und damit zum Nachfolger von Bustamante y Bustamante ernannt. Das Amt des Premierministers hatte er ebenfalls bis zum 28. Juli 1995 inne und wurde daraufhin durch Dante Córdova Blanco abgelöst. Am 15. Oktober 1999 löste er Víctor Joy Way als Minister für Wirtschaft und Finanzen (Ministro de Economía y Finanzas) ab und übte dieses Amt im Kabinett von Premierminister Alberto Bustamante Belaunde bis zum Ende von dessen Amtszeit am 29. Juli 2000 aus, woraufhin er durch Carlos Boloña Behr abgelöst wurde.
Nach dem Rücktritt von Staatspräsident Fujimori am 21. November 2000 wurde gegen Goldenberg Schreiber und andere Regierungsmitglieder ein Ermittlungsverfahren wegen unerlaubter Bereicherung, Veruntreuung und Verschwörung eingeleitet. Der Strafverfolgung entzog er sich durch Flucht in die USA. Letztlich wurde das Ermittlungsverfahren aber vom Obersten Gerichtshof (Corte Suprema de Justicia de la República del Perú) nicht weiter betrieben.

## Weblink
- Eintrag in rulers.org